# ANGEL BEAT
『ANGEL♥BEAT』（エンゼル・ビート）は、安原いちるによる日本の漫画。『月刊少年マガジン』（講談社刊）に1989年から1996年まで連載された。単行本は全14巻。2001年に文庫版が全8巻で再版。
なお、作品タイトルの「ANGEL」と「BEAT」の間にはハートマークが入る。

## 概要
「エンゼル・ビート」というラジオ番組で、DJ担当の「千歳まりあ」が、主に高校生世代の様々な恋愛話を伝えていくというカタチの恋愛漫画。だいたい1話ないし2話完結型で、登場人物、主人公は毎回違うが、希に複数回登場したり同じ登場人物だが主人公が変わることもある。毎回、話の冒頭及び終わりに千歳まりあが登場し、コメントする。最終話では、千歳まりあ自身の高校生時代の恋愛話が紹介される。各話のエピソードは読者から募集していた。

## 登場人物
千歳まりあ（ちとせ まりあ）/ 佐藤まりや（さとう まりや）
「エンゼル・ビート」のDJ。後者は本名。血液型A型。乙女座。
高校3年生のときに女優を目指して、「第36回 スカウト キャラバン」に応募&合格した後、芸能界に入る。その頃から彼氏とは音信不通になるが、6年後偶然再会した。
千里美郎（ちさと よしろう）
まりあとは高校時代の同級生かつ、彼氏。高校生の頃から映画監督を目指し、6年後（最終話）にはTVドラマの助監督となる。